# بحيرة طوز
بحيرة طوز (بالتركية: Tuz Gölü)؛ قديمًا بحيرة تاتا - (بالإغريقية: ἡ Τάττα)، (باللاتينية: Tatta Lacus) هي إحدى البحيرات الموجودة في تركيا، حيث كانت ثاني أكبر بحيرة في تركيا، وواحدة من أكبر البحيرات شديدة الملوحة في العالم. تقع في منطقة وسط الأناضول، على بعد 105 كيلومتر (65 ميل) شمال شرق قونية، وعلى بعد 150 كيلومتر (93 ميل) جنوب جنوب شرق أنقرة وعلى بعد 57 كيلومتر (35 ميل) شمال غرب أق سراي. وفي الآونة الأخيرة أصبحت البحيرة نقطة جذب للعديد من السياح، جفت البحيرة تمامًا في أكتوبر 2021.

## معرض الصور

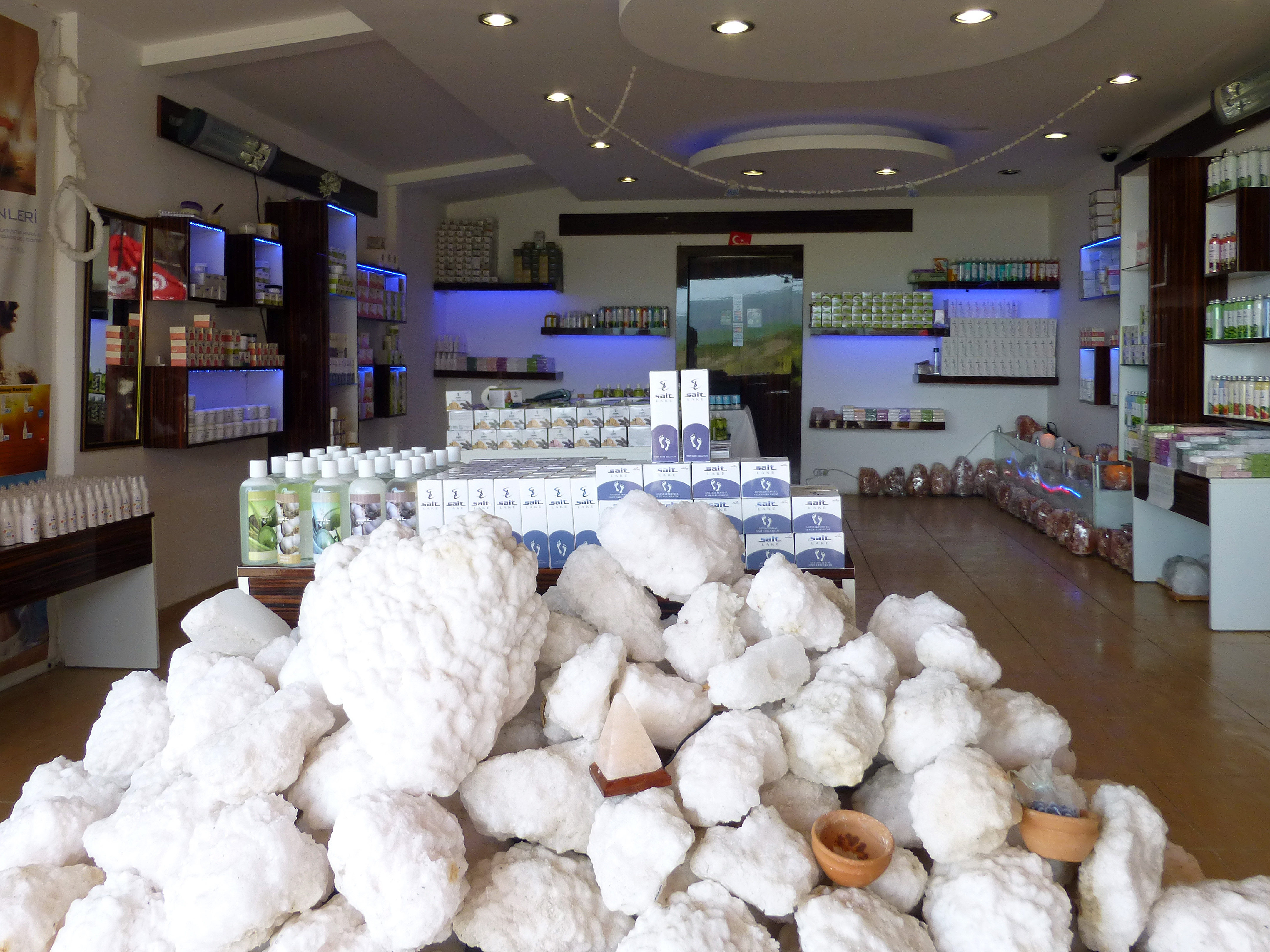
محل لبيع الهدايا بالقرب من بحيرة طوز
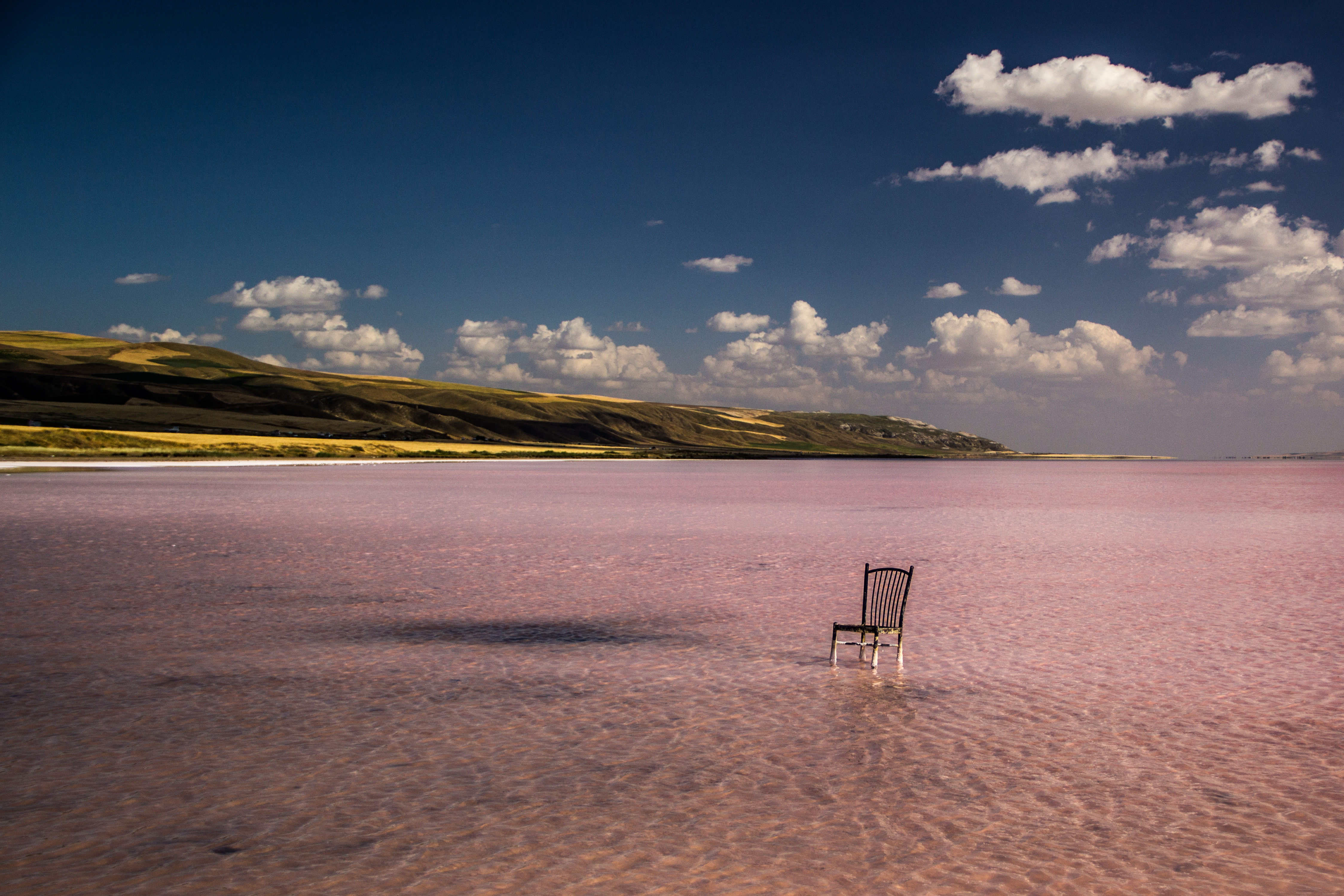
كرسي فارغ في بحيرة طوز
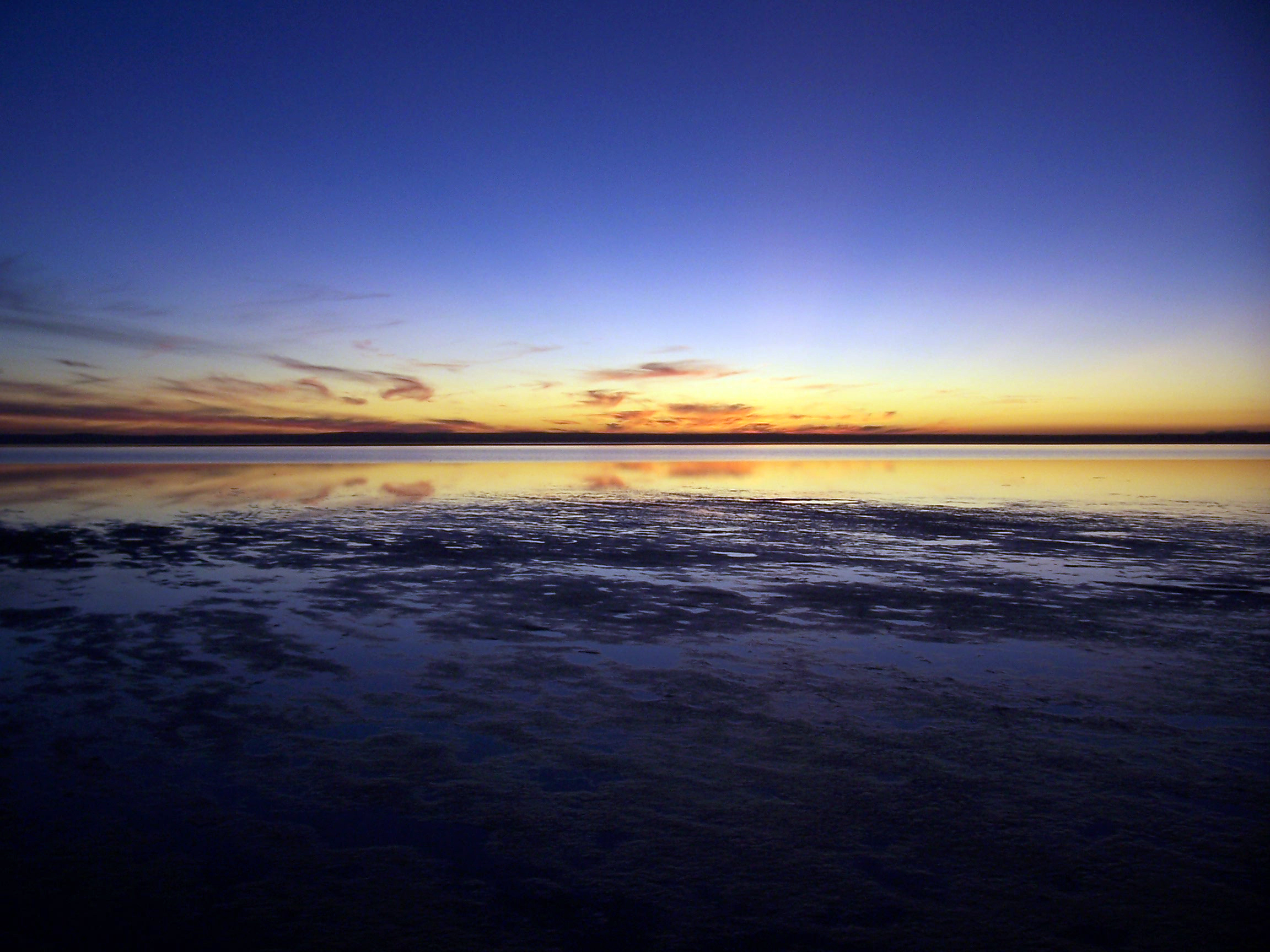
بحيرة طوز عند غروب الشمس
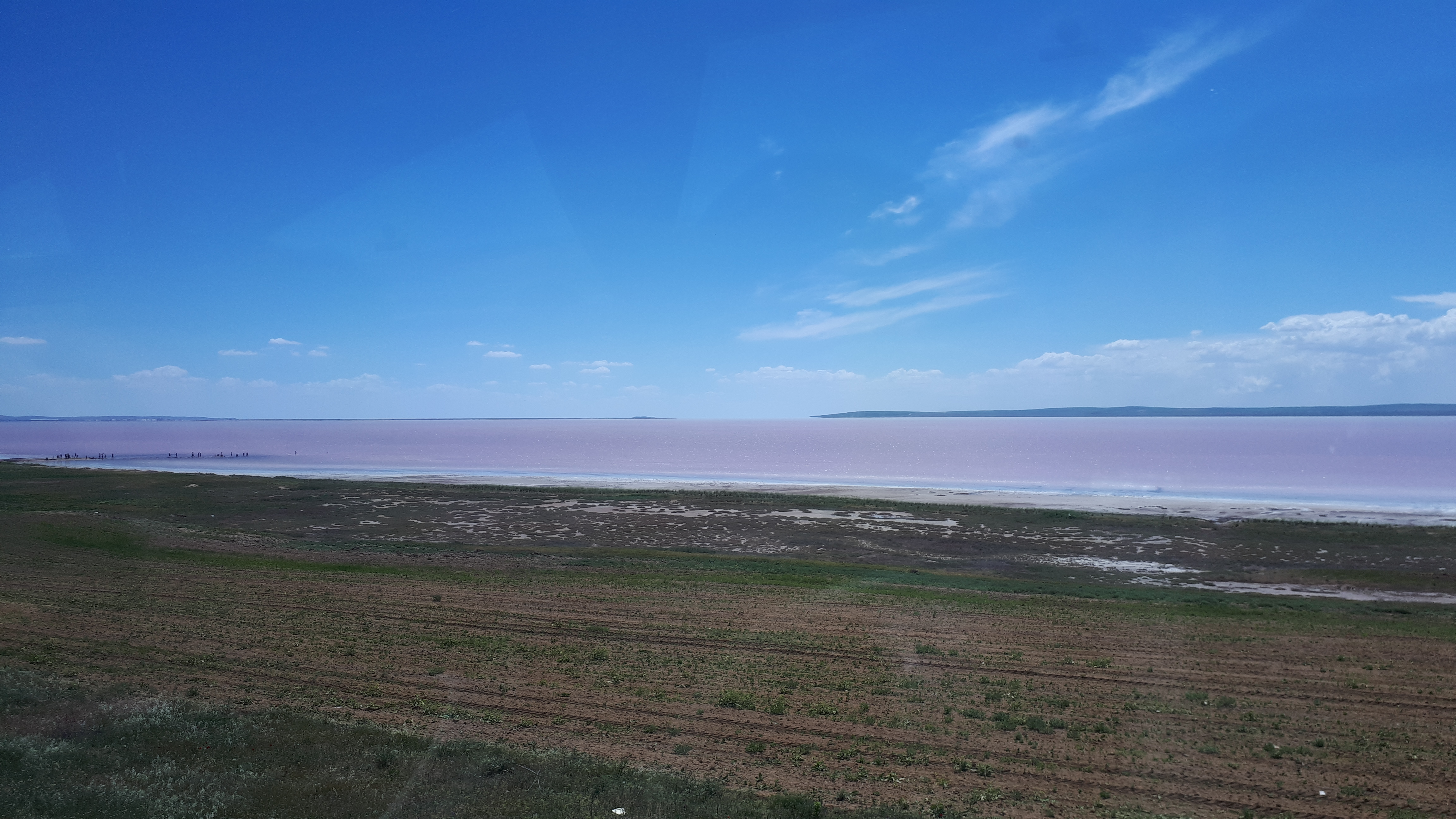
بحيرة طوز من الطريق
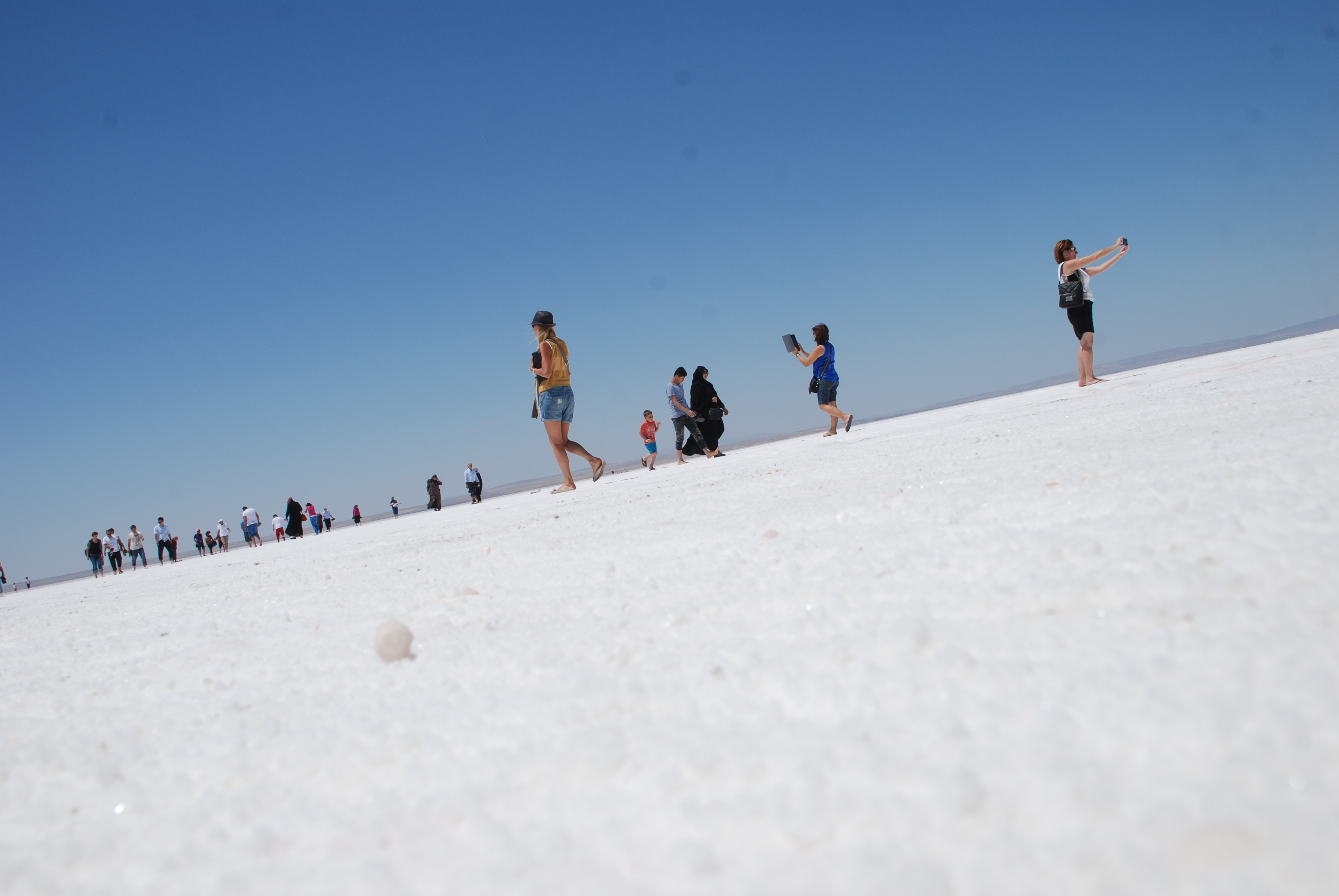
السياح الذين يزورون بحيرة طوز